# Bond van Christen-Socialisten
De Bond van Christen-Socialisten (BCS) was een Nederlandse politieke partij met christelijk-marxistische beginselen, opgericht in 1907. De BCS wees het kapitalisme af, was tegenstander van particulier bezit en aanvaardde het principe van de klassenstrijd. Sinds 1914 was Willy Kruyt voorzitter van de partij.

## Beginselen
De partij streefde naar sociale zekerheid, gelijke rechten voor vrouwen, kosteloos onderwijs, opheffing van accijnzen en invoering van een minimumloon. Op bestuurlijk vlak wilden de christen-socialisten de Eerste Kamer afschaffen en de republiek invoeren. Het pacifisme van de partij kwam tot uiting in de eis van algehele ontwapening en erkenning van het recht op dienstweigering. Nederlands-Indië zou onafhankelijk moeten worden.

## Voormannen
De bekendste voormannen van de BCS waren Willy Kruyt en Bart de Ligt. De eerste, een predikant en journalist, was Tweede Kamerlid. Bart de Ligt was eveneens predikant (in Nuenen) en een bekend voorvechter van dienstweigering. In 1919 trad het BCS-Kamerlid Kruyt toe tot de communistische fractie, waarmee de BCS haar vertegenwoordiging in het parlement kwijt was.

## Electoraat
De BCS haalde in 1918 ruim 8.000 stemmen (0,6%). Omdat in 1918 het districtenstelsel was afgeschaft kon de partij nu rekenen op één zetel in de Tweede Kamer. In 1919 stapte het enige Kamerlid van de BCS over naar de Communistische Partij. Een ander deel van de Bond stapte over naar de SDAP, en een derde groep ging verder als Christelijke Volkspartij. Deze ging in 1926 op in de CDU.